# Велодром де Венсенн
Велодром де Венсенн (офіційна назва фр. Vélodrome Jacques Anquetil – La Cipale) — стадіон в Венсенському лісі під Парижом, Франція.
В 1894 році, стадіон був побудований в формі велодрому, хоча уже в 1900 році став головним стадіоном на якому і проводились літні Олімпійські ігри 1900. На літніх Олімпійських іграх 1900 були розіграні змагання з наступних дисциплін: велоспорт, крикет, регбі-юніон, футбол та гімнастика. Змагання з легкої атлетики відбувались на стадіоні Ів дю Мануар.
Під час літніх Олімпійських ігор 1924 року, стадіон використовувався як велотрек.
В роках 1968—1974, на стадіоні проводилось змагання Тур де Франс. Едді Меркс здобув там аж 5 своїх нагород. До цього, між 1904, а 1967, Тур де Франс проводився на стадіоні Парк де Пренс. Почавши з 1975 року і до сьогодні, знаменитий Тур де Франс проводиться на Єлисейських Полях.
Стадіон можна побачити також в двох фільмах: Облава  та Ключ Сари, які розповідають про облаву євреїв в Парижі в 1942 році.
На стадіоні і надалі проводяться матчі з футболу, регбі та велоспорту.
В 2013 році на цьому ж стадіоні було проведено три матчі з крикету під час приїзду крикетного клубу «Marylebone» у Францію.

Vélodrome Jacques-Anquetil